# Hervelinghen
Hervelinghen település Franciaországban, Pas-de-Calais megyében. Lakosainak száma 220 fő (2022. január 1.). Hervelinghen Audembert, Bonningues-lès-Calais, Escalles, Saint-Inglevert és Wissant községekkel határos.

## Népesség
A település népességének változása:
| Lakosok száma | 232  | 233  | 238  | 232  | 230  | 228  | 225  | 223  | 220  |
|               | 2013 | 2015 | 2016 | 2017 | 2018 | 2019 | 2020 | 2021 | 2022 |